# Francisco Prada Carrera
Francisco Prada Carrera CMF (* 27. Juli 1893 in Priaranza del Bierzo, Spanien; † 17. Juni 1995) war Bischof von Uruaçu.

## Leben
Francisco Prada Carrera trat der Ordensgemeinschaft der Claretiner bei und empfing am 7. Juni 1917 das Sakrament der Priesterweihe.
Am 3. September 1946 ernannte ihn Papst Pius XII. zum Titularbischof von Bisica und zum Prälaten von São José do Alto Tocantins. Der Erzbischof von São Paulo, Carlos Carmelo Kardinal de Vasconcelos Motta, spendete ihm am 20. Oktober desselben Jahres die Bischofsweihe; Mitkonsekratoren waren der Erzbischof von Curitiba, Ático Eusébio da Rocha, und der Prälat von Registro do Araguaia, José Selva e Amaral SDB.
Papst Pius XII. bestellte ihn am 17. Januar 1957 zum ersten Bischof von Uruaçu. Am 25. Februar 1976 nahm Papst Paul VI. das von Francisco Prada Carrera aus Altersgründen vorgebrachte Rücktrittsgesuch an.
Francisco Prada Carrera nahm an der ersten Sitzungsperiode des Zweiten Vatikanischen Konzils teil.